# 16438 Knöfel
(16438) Knofel, denumire internațională (16438) Knöfel, este un asteroid din centura principală de asteroizi.

## Descriere
16438 Knöfel este un asteroid din centura principală de asteroizi. A fost descoperit pe 11 ianuarie 1989 la Tautenburg de Freimut Börngen. Asteroidul prezintă o orbită caracterizată de o semiaxă mare de 2,73 ua, o excentricitate de 0,05 și o înclinație de 4,6° în raport cu ecliptica.